# Bettina Braun (Politikerin)
Bettina „Bina“ Braun (* 20. November 1969 in Hamburg) ist eine deutsche Politikerin (Bündnis 90/Die Grünen). Seit Juni 2022 ist sie Abgeordnete im Schleswig-Holsteinischen Landtag.

## Leben
Braun absolvierte Abitur und Studium in Hamburg. Das Studium schloss sie als Diplom-Ingenieurin ab. Anschließend war sie Referentin für Umweltschutz bei einem großen Handelsunternehmen und Produktentwicklerin beim Greenpeace Umweltschutzverlag. 2000 machte sie eine Ausbildung zur systemischen Beraterin mit dem Schwerpunkt Projektmanagement. Danach war sie bis 2010 als Beraterin und Coach selbstständig. Von 2010 bis zu ihrem Einzug in den Landtag 2022 war sie als Angestellte in einer Unternehmensberatung tätig.

## Politik
Braun war von 2018 bis 2023 als Kommunalpolitikerin aktiv und zweite stellvertretende Bürgermeisterin. Seit 2021 ist sie Mitglied bei Bündnis 90/Die Grünen.
Bei der Landtagswahl in Schleswig-Holstein 2022 kandidierte sie auf Platz 17 der Landesliste der Grünen, verfehlte jedoch zunächst den Einzug in den Landtag. Nach der Bildung des Kabinetts Günther II und der Berufung von drei grünen Abgeordneten auf Ämter als Staatssekretäre oder Minister in der Landesregierung rückte sie über die Landesliste nach und wurde am 30. Juni 2022 von der Landtagspräsidentin vereidigt.